# Cantonul Nancy-Sud
Cantonul Nancy-Sud este un canton din arondismentul Nancy, departamentul Meurthe-et-Moselle, regiunea Lorena, Franța.